# دانشگاه آمریکایی بوسنی و هرزگوین
دانشگاه آمریکایی بوسنی و هرزگوین (به لاتین: American University in Bosnia and Herzegovina) یک دانشگاه در بوسنی و هرزگوین است که در توزلا واقع شده است.